# Marco Emilio Paolo (console 255 a.C.)
Marco Emilio Paolo (latino: Marcus Aemilio Paulus) (fl. III secolo a.C.) è stato un politico romano, console romano nel 255 a.C..

## Biografia
Figlio di Marco Emilio Paolo, il console dell'anno 302 a.C., fu a sua volta eletto console nel 255 a.C. con Servio Fulvio Petino Nobiliore durante la prima guerra punica.
All'inizio di quell'anno Marco Atilio Regolo era stato sconfitto in Africa dai Cartaginesi (Battaglia di Tunisi) ed i resti del suo esercito erano assediati in Clupea. Non appena il senato seppe di questo disastro decise di inviare entrambi i consoli in soccorso dei sopravvissuti con una flotta di almeno 300 navi, così da porterli salvare. Dopo aver lasciato l'isola di Cossura (l'attuale Pantelleria), i Romani incontrarono la flotta cartaginese nei pressi del promontorio di Hermaean ed ottennero una brillante vittoria.
Sulla via di ritorno dall'Africa, i piloti avvertirono i consoli di evitare la costa meridionale della Sicilia, poiché in quella stagione erano frequenti le tempeste violente da sud e sud-ovest.
I consoli, comunque, non seguirono questo avvertimento e nei pressi di Camarina furono sorpresi da una terribile tempesta, che distrusse quasi completamente la flotta, tanto che la costa tra Camarina e Pachino si riempì di relitti e cadaveri.
Entrambi i consoli, però, riuscirono a sopravvivere al disastro e l'anno seguente celebrarono il  trionfo come proconsoli.